# EHC Kloten
EHC Kloten (celým názvem: Eishockeyclub Kloten) je švýcarský klub ledního hokeje, který sídlí ve městě Kloten v kantonu Curych. Založen byl v roce 1934. V letech 2000–2016 působil pod názvem Kloten Flyers. Švýcarským mistrem se stal celkem pětkrát, poslední titul získal Kloten v sezóně 1995/96. V letech 1962–2018 by Kloten nepřetržitým účastníkem švýcarské nejvyšší soutěže. Od sezóny 2018/19 působí ve Swiss League, druhé švýcarské nejvyšší soutěži ledního hokeje. Klubové barvy jsou modrá, bílá a červená.
Své domácí zápasy odehrává v Kolping Areně s kapacitou 7 624 diváků.

## Historické názvy
Zdroj:
- 1934 – EHC Kloten (Eishockeyclub Kloten)
- 2000 – Kloten Flyers
- 2016 – EHC Kloten (Eishockeyclub Kloten)

## Získané trofeje
- Championnat / National League A ( 5× )
  - 1966/67, 1992/93, 1993/94, 1994/95, 1995/96
- Schweizer Cup ( 1× )
  - 2016/17

## Přehled ligové účasti
Zdroj:
- 1940–1941: Serie C (4. ligová úroveň ve Švýcarsku)
- 1945–1946: Serie B (3. ligová úroveň ve Švýcarsku)
- 1947–1948: National League B (2. ligová úroveň ve Švýcarsku)
- 1948–1949: 1. Liga (3. ligová úroveň ve Švýcarsku)
- 1949–1952: National League B (2. ligová úroveň ve Švýcarsku)
- 1953–1955: National League B (2. ligová úroveň ve Švýcarsku)
- 1955–1962: National League B Ost (2. ligová úroveň ve Švýcarsku)
- 1962–2018: National League  (1. ligová úroveň ve Švýcarsku)
- 2018– : Swiss League (2. ligová úroveň ve Švýcarsku)

## Jednotlivé sezóny
| Švýcarsko (1992 – ) |                   |                                              |                               |
| Sezona              | Umístění v ZČ     | Play-off                                     | Češi                          |
| 1992/1993           | Zlatá medaile     | Finále výhra s Fribourg-Gottéron 3 : 0       |                               |
| 1993/1994           | Stříbrná medaile  | Finále výhra s Fribourg-Gottéron 3 : 1       |                               |
| 1994/1995           | 7. místo          | Finále výhra s EV Zug 3 : 1                  |                               |
| 1995/1996           | Stříbrná medaile  | Finále výhra s SC Bern 3 : 0                 |                               |
| 1996/1997           | 4. místo          | Čtvrtfinále prohra s HC Lugano 1 : 3         |                               |
| 1997/1998           | 8. místo          | Čtvrtfinále prohra s Fribourg-Gottéron 3 : 4 | Jiří Kučera                   |
| 1998/1999           | 7. místo          | Semifinále prohra HC Ambrì-Piotta 1 : 4      |                               |
| 1999/2000           | 6. místo          | Čtvrtfinále prohra s EV Zug 3 : 4            | Zbyněk Hybler, Patrick Kučera |
| 2000/2001           | 5. místo          | Semifinále prohra ZSC Lions 1 : 4            | Patrick Kučera                |
| 2001/2002           | 6. místo          | Semifinále prohra s HC Davos 2 : 4           | David Hruška, Petr Pavlas     |
| 2002/2003           | 5. místo          | Čtvrtfinále prohra s HC Lugano 1 : 4         | Jaroslav Hlinka               |
| 2003/2004           | 9. místo          | Ne                                           | Jaroslav Hlinka               |
| 2004/2005           | 9. místo          | Ne                                           | Jaroslav Hlinka               |
| 2005/2006           | 8. místo          | Čtvrtfinále prohra s SC Bern 2 : 4           | Jaroslav Hlinka, Radek Hamr   |
| 2006/2007           | 5. místo          | Semifinále prohra HC Davos 1 : 4             | Radek Hamr                    |
| 2007/2008           | Bronzová medaile  | Čtvrtfinále prohra s ZSC Lions 1 : 4         | Radek Hamr                    |
| 2008/2009           | Bronzová medaile  | Finále prohra s HC Davos 3 : 4               | Radek Hamr                    |
| 2009/2010           | 5. místo          | Čtvrtfinále prohra s HC Davos 2 : 4          | Radek Hamr                    |
| 2010/2011           | Stříbrná medaile  | Finále prohra s HC Davos 2 : 4               |                               |
| 2011/2012           | 4. místo          | Čtvrtfinále prohra s SC Bern 1 : 4           | Vojtěch Polák                 |
| 2012/2013           | 9. místo          | Ne                                           |                               |
| 2013/2014           | Bronzová medaile  | Finále prohra s ZSC Lions 0 : 4              |                               |
| 2014/2015           | 10. místo         | Ne                                           |                               |
| 2015/2016           | 7. místo          | Čtvrtfinále prohra s HC Davos 0 : 4          |                               |
| 2016/2017           | 9. místo          | Ne                                           |                               |
| 2017/2018           | 12. místo         | Ne                                           |                               |
| 2018/2019           | National League B |                                              |                               |
| 2019/2020           | National League B | play-off zrušeno kvůli pandemii covidu-19    |                               |
| 2020/2021           | National League B |                                              |                               |
| 2021/2022           | National League B |                                              |                               |
| 2022/2023           | 9. místo          | Předkolo prohra s SC Bern 1 : 2              |                               |
| 2023/2024           | 13. místo         | Ne                                           |                               |
| 2024/2025           |                   |                                              | nikdo                         |

## Účast v mezinárodních pohárech
Zdroj:
Legenda: SP - Spenglerův pohár, EHP - Evropský hokejový pohár, EHL - Evropská hokejová liga, SSix - Super six, IIHFSup - IIHF Superpohár, VC - Victoria Cup, HLMI - Hokejová liga mistrů IIHF, ET - European Trophy, HLM - Hokejová Liga mistrů, KP – Kontinentální pohár
- EHP 1967/1968 – 2. kolo
- SP 1990 – Základní skupina (5. místo)
- EHP 1993/1994 – Semifinálová skupina H (2. místo)
- EHP 1994/1995 – Semifinálová skupina G (2. místo)
- EHP 1995/1996 – Semifinálová skupina F (3. místo)
- EHP 1996/1997 – Semifinálová skupina G (2. místo)
- SP 2011 – Čtvrtfinále
- HLM 2014/2015 – Základní skupina I (4. místo)